# Kuleje (wieś)
Kuleje – wieś w Polsce, położona w województwie śląskim, w powiecie kłobuckim, w gminie Wręczyca Wielka.
W latach 1954–1959 wieś należała i była siedzibą władz gromady Kuleje, po jej zniesieniu w gromadzie Węglowice. W latach 1975−1998 miejscowość administracyjnie należała do województwa częstochowskiego.
W Kulejach znajduje się stacja kolejowa na trasie kolejowej Wieluń−Katowice, na której zatrzymują się pociągi osobowe. Wieś od 1981 jest siedzibą parafii pw. Św. Maksymiliana Marii Kolbego.